# Nights in White Satin
"Nights in White Satin" là một bài hát của ban nhạc The Moody Blues, được viết và sáng tác bởi Justin Hayward. Lần đầu tiên nó được giới thiệu là phân đoạn "The Night" trong album Days of Future Passed. Khi được phát hành lần đầu tiên dưới dạng đĩa đơn vào năm 1967, nó đã đạt vị trí thứ 19 trên Bảng xếp hạng đĩa đơn của Vương quốc Anh và vị trí thứ 103 tại Hoa Kỳ vào năm 1968. Đây là vị trí quan trọng đầu tiên trong bảng xếp hạng của ban nhạc kể từ "Go Now" và sự thay đổi đội hình gần đây của nhóm, trong đó Denny Laine và Clint Warwick đã rời nhóm và cả Hayward và John Lodge đều mới gia nhập ban nhạc.
Khi được phát hành lại vào năm 1972, tại Hoa Kỳ, đĩa đơn này đã đạt vị trí thứ hai trong hai tuần trên Billboard Hot 100 (xếp sau " I Can See Clear Now " của Johnny Nash) và đạt vị trí số một trên Cash Box Top 100. Nó đã giành được chứng nhận vàng cho doanh số hơn một triệu bản tại Hoa Kỳ (chứng nhận bạch kim không được thiết lập cho đến năm 1976). Nó cũng đạt vị trí số một ở Canada. Sau hai tuần ở vị trí thứ 2, nó đã được thay thế bằng " I'll Love You to Want Me " của Lobo. Nó đạt vị trí cao nhất của Vương quốc Anh năm nay ở vị trí thứ 9. Mặc dù bài hát đã không nhập bảng xếp hạng chính thức New Zealand, nó đạt vị trí số 5 trên tổng hợp bài hát hay từ bình chọn của các độc giả  New Zealand Listener vào năm 1973.
Bài hát đã có mặt trên bảng xếp hạng định kỳ trong những thập kỷ tiếp theo. Nó lại được xếp hạng ở Vương quốc Anh và Ireland vào năm 1979, lần lượt đạt vị trí thứ 14 và thứ 8. Bài hát lại được xếp hạng vào năm 2010, đạt vị trí thứ 51 trong Bảng xếp hạng đĩa đơn chính thức của Anh. Nó cũng đã được bao phủ bởi nhiều nghệ sĩ khác, đáng chú ý nhất là Giorgio Moroder, Elkie Brooks và Sandra.